# The Go-Go's
The Go-Go's foi uma banda estadunidense formada em 1978 em Los Angeles, Califórnia. Exceto por curtos períodos em que outras musicistas se juntaram brevemente, o grupo teve uma formação relativamente estável, composta por Charlotte Caffey na guitarra solo e teclado, Belinda Carlisle nos vocais principais, Gina Schock na bateria, Kathy Valentine no baixo e Jane Wiedlin na guitarra base. Elas são amplamente consideradas a banda exclusivamente feminina de rock de maior sucesso na história.
O quinteto lançou seu álbum de estreia, Beauty and the Beat, em 1981. A obra, que marcou a primeira vez que uma banda só de mulheres escreveu e tocou seu próprio material, liderou a parada de álbuns da Billboard e continua sendo uma conquista ainda a ser igualada. Beauty and the Beat é considerado um dos "álbuns fundamentais do new wave americano" (AllMusic), tendo quebrado barreiras e pavimentado o caminho para uma série de outros novos artistas. Ele rendeu dois dos quatro maiores sucessos da Go-Go's na Hot 100 — "Our Lips Are Sealed" (nº 20) e "We Got the Beat" (nº 2) — e, após uma longa e constante escalada, alcançou o número um na parada datada de 6 de março de 1982. O álbum permaneceu no topo por seis semanas consecutivas, eventualmente vendendo mais de dois milhões de cópias. O grupo, creditado simplesmente como Go-Go's em todos os seus lançamentos nos Estados Unidos, foi indicado ao prêmio de Artista Revelação na 24.ª edição dos Grammy Awards.
As Go-Go's venderam mais de sete milhões de gravações em todo o mundo. Elas se separaram em 1985, com cada membro embarcando em uma carreira solo e Carlisle sendo a mais bem-sucedida, tendo vários singles no top 5 até o final dos anos 1980. Elas se reuniram várias vezes na década de 1990, lançando um novo álbum, God Bless the Go-Go's (2001), e fazendo turnês. Em 2011, o grupo recebeu uma estrela com seu nome na Calçada da Fama de Hollywood. Embora as apresentações da banda em 2016 tenham sido anunciadas como uma turnê de despedida, elas permaneceram ativa por vários anos depois. Head Over Heels, um musical com as canções das Gringos, foi exibido no Hudson Theatre, da Broadway, de 2018 a 2019.

## Discografia

### Álbuns de estúdio
- Beauty and the Beat (1981)
- Vacation (1982)
- Talk Show (1984)
- God Bless The Go-Go's (2001)

### Compilações
- Greatest (1990)
- Return to the Valley of the Go-Go's (1994)
- VH1 Behind the Music: Go-Go's Collection (2000)

### Singles
- "Our Lips Are Sealed" (1981)
- "We Got the Beat" (1981)
- "Automatic" (1982)
- "Vacation" (1982)
- "Get Up and Go" (1982)
- "This Old Feeling" (1982)
- "Head Over Heels" (1984)
- "Turn to You" (1984)
- "Yes or No" (1984)
- "Cool Jerk" (1991)
- "The Whole World Lost Its Head" (1994)
- "Good Girl" (1994)
- "Unforgiven" (2000)

## Videografia

### Álbuns de vídeos
- Totally Go-Go's (1982)
- Wild at the Greek (1984)
- Prime Time(1985)
- Live at Central Park (2001)

### Videoclipes
- "Our Lips Are Sealed" (1981)
- "We Got the Beat" (1981)
- "Vacation" (1982)
- "Get Up and Go" (1982)
- "Head over Heels" (1984)
- "Turn to You" (1984)
- "Yes or No" (1984)
- "Cool Jerk" (1991)
- "The Whole World Lost Its Head" (1994)
- "Unforgiven" (2001)

## Integrantes

### Última formação
- Belinda Carlisle – vocais, percussão (1978–1985, 1990, 1994, 1999–2022)
- Jane Wiedlin – guitarra, vocais de apoio (1978–1985, 1990, 1994, 1999–2022), guitarra (1978)
- Charlotte Caffey – vocais, teclados, vocais de apoio (1978–1985, 1990, 1994, 1999–2022)
- Gina Schock – bateria (1979–1985, 1990, 1994, 1999–2022), vocais de apoio (1982–1985, 1990, 1994, 1999–2022)
- Kathy Valentine – baixo, vocais de apoio (1980–1985, 1990, 1994, 1999–2012, 2018–2022), guitarra (1985)

### Ex-membros
- Margot Olavarria – baixo (1978–1980)
- Elissa Bello – bateria (1978–1979)
- Paula Jean Brown – baixo (1985)
- Abby Travis (apenas na turnê) – baixo, vocais de apoio (2012–2018)
- Clem Burke (apenas na turnê) – bateria (2021)